# Mária Rákócziová
Mária Rákócziová (* 10. února 1949) byla československá politička ze Slovenska maďarské národnosti a bezpartijní poslankyně Sněmovny národů Federálního shromáždění za normalizace.

## Biografie
K roku 1981 se profesně uvádí jako dělnice. Ve volbách roku 1981 zasedla do slovenské části Sněmovny národů (volební obvod č. 95 - Dvory nad Žitavou, Západoslovenský kraj). Ve Federálním shromáždění setrvala do konce funkčního období, tedy do voleb roku 1986.